# Cydistomyia longistyla
Cydistomyia longistyla är en tvåvingeart som beskrevs av Burger 1995. Cydistomyia longistyla ingår i släktet Cydistomyia och familjen bromsar.
Artens utbredningsområde är Nya Kaledonien. Inga underarter finns listade i Catalogue of Life.